# Beautiful Disorder
Beautiful Disorder – drugi album zespołu Breaking Point.

## Lista utworów
1. „Show Me a Sign” – 3:03
2. „Don't Let Go” – 4:02
3. „All Messed Up” – 3:12
4. „Promise Keeper” – 3:33
5. „Goodbye to You” – 3:51
6. „How Does It Feel” – 3:38
7. „Had Enough of You” – 3:36
8. „Never Walk Away” – 3:21
9. „Nothing Left at All” – 3:29
10. „Reality Show” – 3:18
11. „Killing with Kindness” – 3:44